# Многоудобное
Многоудобное — село в Шкотовском районе Приморского края, входит в Штыковское сельское поселение. Расположено на реке Артёмовка, в месте впадения в неё реки Харитоновки.

## История
Основано осенью 1884 года 10 семьями переселенцев из Суражского уезда Черниговской губернии. Название получило от слова «удобное». В 1885 году прибыло еще 5 семей, в 1887 еще две, чуть позже еще 11.
В 1898 году жители села своими силами построили часовню в честь Тихвинской иконы Божьей матери. Сруб был куплен в Шкотово. В 1916 году построили церковь. Было построено три водяные мельницы и магазин. Заложено восемь фруктовых садов.
В 1902 году в селе проживало 215 человек (112 мужчин и 103 женщины). Насчитывался 41 дом и 34 нежилые постройки. В личных хозяйствах содержалось 113 коров и 16 быков. 131 лошадь и 94 свиньи.
В 1907 году жителями была построена школа и улучшена просёлочная дорога до Шкотово и Ново-Хатуничей.
Незадолго до революции в селе проживало 554 человека и насчитывалось 52 дома.

## География
Село расположено на 13 км автотрассы Штыково — Ивановка. Расстояние по дороге до райцентра, посёлка Смоляниново составляет 27 км, до Владивостока — около 65 км. Ближайшая железнодорожная станция Артём-Приморский 3, расположена в посёлке Артёмовский.
Село занимает долину реки Артемовки. Большая часть села находится на левом берегу и незначительная часть на правом, т. н. Судоверфь. С запада, севера и востока, село окружают горы, изрезанные распадками по которым протекают ручьи .притоки Артемовки.
Теплый сезон в селе длится 4 месяца, с 26 мая по 27 сентября, с максимальной среднесуточной температурой выше 18 °C. Самый жаркий месяц в году в — август, со средним температурным максимумом 24 °C и минимумом 16 °C.
Холодный сезон длится 2,9 месяца, с 30 ноября по 26 февраля, с минимальной среднесуточной температурой ниже -3 °C. Самый холодный месяц в году в — январь, со средним температурным максимумом -20 °C и минимумом -10 °C.
В полукилометре к северу от села, на реке Артёмовка, расположено Артёмовское водохранилище, обеспечивающее водой города Артём и Владивосток. 
Достопримечательностью окрестностей села , являются карстовые пещеры , которых насчитывается около 10. Наиболее известными являются находящейся на  горе Фланговая (Ван Ган),  «Серебряная» и «Дракон», в которых были обнаружены следы первобытной культуры. В 20 км севернее, находится один из старейших (после Кедровой Пади) заповедников Приморского Края ,Уссурийский.
Единственный общественный транспорт — автобус № 105 Артём — Многоудобное. 

## Население
| 1884  | 1891  | 1896  | 1900  | 1912  | 1915  | 1926 |
| ----- | ----- | ----- | ----- | ----- | ----- | ---- |
| 63    | ↗143  | ↗177  | ↗203  | ↗311  | ↗364  | ↘349 |
| 2002  | 2005  | 2006  | 2008  | 2010  | 2021  |      |
| ↗1348 | ↘1317 | →1317 | ↘1262 | ↘1224 | ↘1160 |      |